# アンサー (Sound Scheduleの曲)
『アンサー』は、Sound Scheduleの8作目のシングル。2005年1月19日にDANGUY RECORDSより発売された。

## 概要
前作『スペシャルナンバー』から約7か月ぶりのマキシシングル。
再結成前のSound Scheduleのラストシングルである。

## 収録曲
1. アンサー [5:07]
作詞：大石昌良
作曲：川原洋二
編曲：Sound Schedule
NHKBS2『週刊なびTV』エンディングテーマ
2. ミーティング [3:33]
作詞・作曲：大石昌良
編曲：Sound Schedule
3. コンパス [4:09]
作詞：大石昌良
作曲：川原洋二
編曲：Sound Schedule
ジュビロ磐田イメージソング
第84回全国高等学校ラグビーフットボール大会テーマソング

## 収録アルバム
- ビオトープ (#1)
- THE COMPLETE SS (#1・#2・#3)
- Sound Schedule ALL TIME BEST (#1・#3)

この他、6thアルバム『FUTURE』に#3のアコースティックバージョンが収録されている。